# خارخر
خارخر (نام علمی: Ononis spinosa) نام یک گونه از سرده لوبیای شیطان (سرده) است.